# French Open 1977
Die 76. French Open 1977 waren ein Tennis-Sandplatzturnier der Klasse Grand Slam, das von der ITF veranstaltet wurde. Es fand vom 23. Mai bis 5. Juni 1977 in Roland Garros, Paris, Frankreich statt.
Titelverteidiger im Einzel waren Adriano Panatta bei den Herren sowie Sue Barker bei den Damen. Im Herrendoppel waren Fred McNair und Sherwood Stewart, im Damendoppel Fiorella Bonicelli und Gail Lovera und im Mixed Ilana Kloss und Kim Warwick die Titelverteidiger.

## Herreneinzel
Setzliste
| Nr. | Spieler         | Erreichte Runde |
| --- | --------------- | --------------- |
| 01. | Ilie Năstase    | Viertelfinale   |
| 02. | Adriano Panatta | Viertelfinale   |
| 03. | Guillermo Vilas | Sieg            |
| 04. | Eddie Dibbs     | 2. Runde        |
| 05. | Brian Gottfried | Finale          |
| 06. | Raúl Ramírez    | Halbfinale      |
| 07. | Harold Solomon  | Achtelfinale    |
| 08. | Antonio Muñoz   | 2. Runde        |

| Nr. | Spieler            | Erreichte Runde |
| --- | ------------------ | --------------- |
| 09. | Wojciech Fibak     | Viertelfinale   |
| 10. | Stan Smith         | Achtelfinale    |
| 11. | Corrado Barazzutti | 1. Runde        |
| 12. | Bob Lutz           | 1. Runde        |
| 13. | Jan Kodeš          | Achtelfinale    |
| 14. | Jaime Fillol       | 1. Runde        |
| 15. | Balázs Taróczy     | 3. Runde        |
| 16. | François Jauffret  | 2. Runde        |

## Dameneinzel
Setzliste
| Nr. | Spielerin        | Erreichte Runde |
| --- | ---------------- | --------------- |
| 01. | Mima Jaušovec    | Sieg            |
| 02. | Kathy May        | Viertelfinale   |
| 03. | Helga Masthoff   | Achtelfinale    |
| 04. | Regina Maršíková | Halbfinale      |

| Nr. | Spielerin       | Erreichte Runde |
| --- | --------------- | --------------- |
| 05. | Renáta Tomanová | Viertelfinale   |
| 06. | Lesley Hunt     | 1. Runde        |
| 07. | Janet Newberry  | Halbfinale      |
| 08. | Nancy Richey    | Achtelfinale    |

## Herrendoppel
Setzliste
| Nr. | Paarung                      | Erreichte Runde |
| --- | ---------------------------- | --------------- |
| 01. | Brian Gottfried Raúl Ramírez | Sieg            |
| 02. | Bob Lutz Stan Smith          | Halbfinale      |
| 03. | Bob Hewitt Ilie Năstase      | Halbfinale      |
| 04. | Fred McNair Sherwood Stewart | 1. Runde        |

| Nr. | Paarung                          | Erreichte Runde |
| --- | -------------------------------- | --------------- |
| 05. | Phil Dent Kim Warwick            | 1. Runde        |
| 06. | Paolo Bertolucci Adriano Panatta | Viertelfinale   |
| 07. | Wojciech Fibak Jan Kodeš         | Finale          |
| 08. | Jürgen Faßbender Karl Meiler     | Viertelfinale   |

## Damendoppel
Setzliste
| Nr. | Paarung                        | Erreichte Runde |
| --- | ------------------------------ | --------------- |
| 01. | Linky Boshoff Ilana Kloss      | Viertelfinale   |
| 02. | Mima Jaušovec Renáta Tomanová  | Achtelfinale    |
| 03. | Brigette Cuypers Marise Kruger | 1. Runde        |
| 04. | Laura duPont Janet Newberry    | Achtelfinale    |

## Mixed
Setzliste
unbekannt